# Glacier du Grand Pisaillas
Le glacier du Grand Pisaillas ou glacier du Pisaillas, anciennement glacier du Grand Pissaillas,, est un glacier de France situé en Savoie, dans la Haute-Maurienne, non loin de la frontière italienne à l'est. Situé sur la face occidentale de l'aiguille Pers et de la pointe du Montet dans les Alpes grées, il fait face au col de l'Iseran situé à l'ouest. Situé sur le territoire communal de Bonneval-sur-Arc mais intégré au domaine skiable de Val-d'Isère, il permet la pratique du ski d'été mais sa fonte prononcée au XXIe siècle menace son existence même.

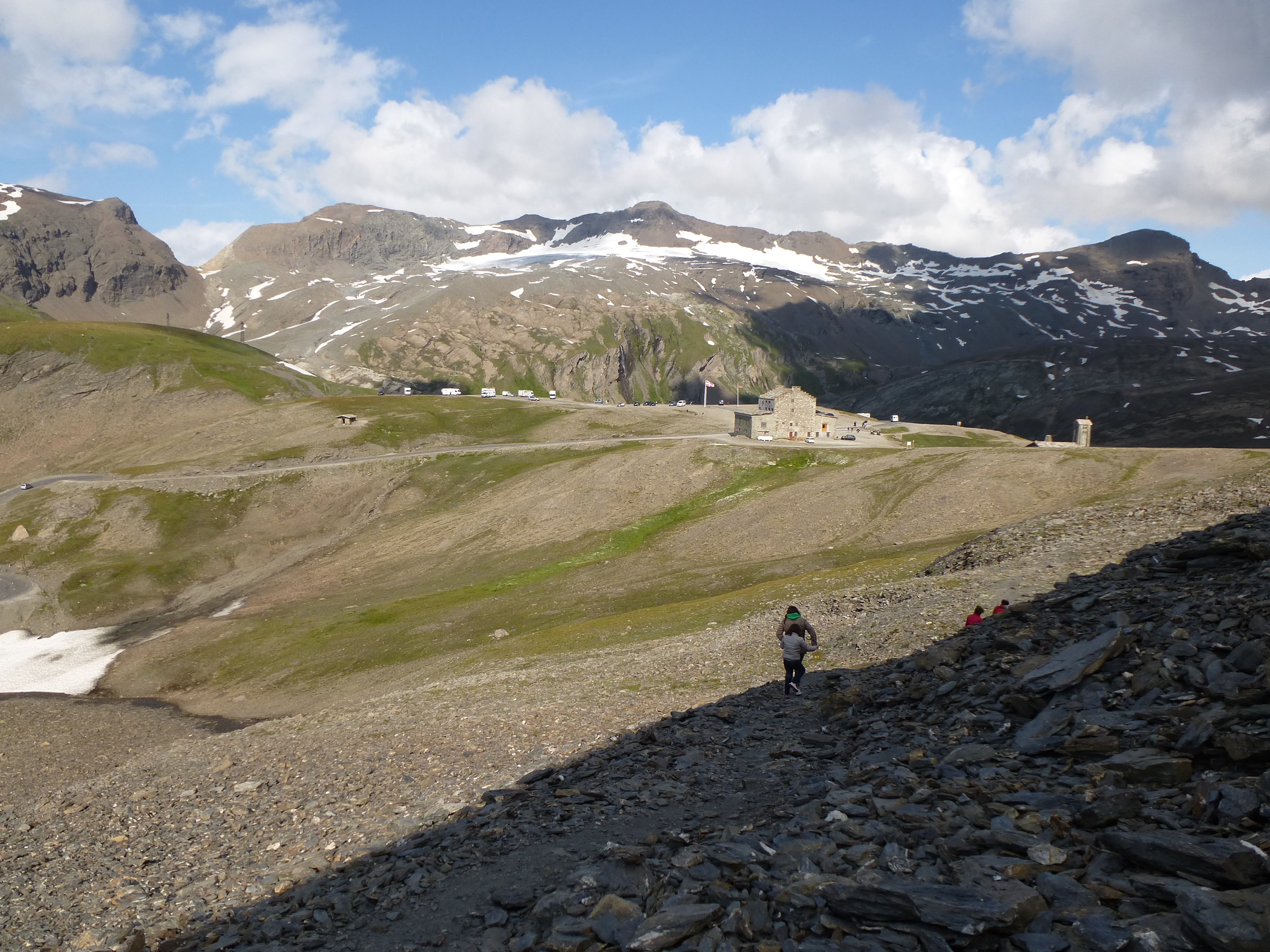
Vue du col de l'Iseran et du glacier du Grand Pisaillas.